# Fornace
Fornace là một đô thị ở tỉnh Trento ở vùng Trentino-Alto Adige/Südtirol của Ý, tọa lạc cách 10 km về phía đông bắc của Trento. Tại thời điểm ngày 31 tháng 12 năm 2004, đô thị này có dân số 1.218 người và diện tích là 7,2 km².
Fornace giáp các đô thị: Lona-Lases, Baselga di Pinè, Albiano, Civezzano và Pergine Valsugana.